# Neil Magny
Neil Magny (Brooklyn, Nueva York; 3 de agosto de 1987) es un artista marcial mixto estadounidense que actualmente compite en la categoría de Peso wélter en Ultimate Fighting Championship. Actualmente, Magny se encuentra como el peso wélter #11 en los rankings oficiales de UFC.

## Carrera en artes marciales mixtas

### The Ultimate Fighter
Magny fue posteriormente seleccionado como miembro del elenco de The Ultimate Fighter: Team Carwin vs. Team Nelson. Ganó la pelea de eliminación para ingresar a la casa de Ultimate Fighter al derrotar a Frank Camacho por decisión. Magny fue seleccionado cuarto (séptimo en total) por Shane Carwin para ser parte de su equipo.
En la primera pelea de la temporada, Magny fue seleccionado para pelear contra el especialista brasileño en Jiu-Jitsu, Cameron Diffley. Magny dominó la pelea en dos rondas y ganó por decisión unánime.
Magny se enfrentó contra Bristol Marunde en los cuartos de final. Después de dos rondas, Magny se llevó la victoria por decisión unánime.
Magny fue eliminado en las semifinales luego de que Mike Ricci lo derrotara en la primera ronda.

### Ultimate Fighting Championship
Magny hizo su debut en UFC contra Jon Manley el 23 de febrero de 2013 en UFC 157. Ganó el combate por decisión unánime.
Magny se enfrentó a Sérgio Moraes el 3 de agosto de 2013 en UFC 163. Perdió la pelea a través de sumisión en la primera ronda.
Magny se enfrentó a Seth Baczynski el 6 de noviembre de 2013 en UFC Fight Night 31. Perdió la pelea por decisión unánime.
Magny se enfrentó a Gasan Umalatov el 1 de febrero de 2014 en UFC 169. Ganó la pelea por decisión unánime.
Se esperaba que Magny se enfrentara a William Macário en UFC Fight Night 40. Sin embargo, Macário fue retirado de la pelea por razones no reveladas y reemplazado por el veterano Tim Means que hacía su regreso. Ganó la pelea por decisión unánime.
Se esperaba que Magny se enfrentara a Cláudio Silva el 28 de junio de 2014 en UFC Fight Night 43. Sin embargo, da Silva se vio obligado a abandonar la pelea debido a una lesión y fue reemplazado por Rodrigo Goiana de Lima. Magny ganó la pelea a través de KO en la segunda ronda.
Magny derrotó a Álex García por decisión unánime el 23 de agosto de 2014 en UFC Fight Night 49.
Magny peleó contra William Macário en UFC 179. Derrotó a Macário por TKO en la tercera ronda, su quinta victoria en UFC de 2014.
Magny se enfrentó a Kiichi Kunimoto el 14 de febrero de 2015 en UFC Fight Night 60. Ganó la pelea a través de sumisión en la tercera ronda, recibiendo el premio a la Actuación de la Noche.
Magny se enfrentó a Hyun Gyu Lim el 16 de mayo de 2015 en UFC Fight Night 66. Ganó la pelea a través de TKO en la segunda ronda, ganando su segundo premio consecutivo de Actuación de la Noche.
Magny se enfrentó a Demian Maia el 1 de agosto de 2015 en UFC 190. Perdió la pelea por sumisión en la segunda ronda.
Apenas 22 días después de su derrota ante Maia, Magny aceptó reemplazar de inmediato a Rick Story para enfrentar a Erick Silva el 23 de agosto de 2015 en UFC Fight Night 74. Ganó la pelea por decisión dividida.
Se esperaba que Magny se enfrentara a Stephen Thompson el 2 de enero de 2016 en UFC 195. Sin embargo, Magny reemplazó a Matt Brown para enfrentar a Kelvin Gastelum el 21 de noviembre de 2015 en la final de The Ultimate Fighter Latin America 2. Magny ganó la pelea por decisión dividida. Su desempeño hizo que ambos ganaron el premio de la Pelea de la Noche.
Magny se enfrentó a Hector Lombard el 20 de marzo de 2016 en UFC Fight Night 85. Después de casi haber terminado con strikes en la primera ronda, Magny derrotó a Lombard a través de TKO en la tercera ronda. También fue premiado con el premio a la Actuación de la Noche. Después de esta pelea con Hector Lombard, Magny firmó una extensión de su contrato de 4 peleas con la UFC.
Se esperaba que Magny se enfrentara a Dong Hyun Kim el 20 de agosto de 2016 en UFC 202. Sin embargo, Kim fue removido de la pelea el 12 de julio y fue reemplazado por Lorenz Larkin. Perdió la pelea por TKO en la primera ronda.
Magny se enfrentó a Johny Hendricks el 30 de diciembre de 2016 en UFC 207. En el pesaje, Hendricks perdió peso para su pelea, llegando con un peso de 173.5 libras. Como resultado, Magny recibió el 20% de la bolsa de Hendricks y la pelea se llevó a cabo con un peso acordado. Magny ganó la pelea por decisión unánime.
Magny se enfrentó a Rafael dos Anjos el 9 de septiembre de 2017 en UFC 215. Perdió la pelea por sumisión en la primera ronda.
Magny se enfrentó a Carlos Condit el 30 de diciembre de 2017 en UFC 219. Ganó la pelea por decisión unánime.
Se esperaba que Magny se enfrentara a Gunnar Nelson el 27 de mayo de 2018 en UFC Fight Night 130. Sin embargo, el 28 de abril de 2018, se informó que Nelson fue sacado del evento debido a una lesión en la rodilla. El 15 de mayo, Craig White fue anunciado como el nuevo oponente de Magny. Mangny ganó la pelea por nocaut técnico en la primera ronda.
Se esperaba que Magny se enfrentara a Alex Oliveira el 22 de septiembre de 2018 en UFC Fight Night 137. Sin embargo, el 22 de agosto de 2018, se informó que Magny se enfrentaría a Santiago Ponzinibbio el 10 de noviembre de 2018 en UFC Fight Night 140. Perdió la pelea por nocaut.
Magny estaba programado para enfrentar a Elizeu Zaleski dos Santos el 18 de mayo de 2019 en UFC Fight Night 152. Sin embargo, el 28 de marzo de 2019 dos Santos desmintió que lo hubieran contactado para pelear. Fue reemplazado por Vicente Luque. Pero a pesar de esto, el 13 de mayo de 2019, Magny fue retirado de la pelea por fallar una prueba antidopaje.
Magny se enfrentó a Li Jingliang en UFC 248 el 7 de marzo de 2020. Ganó el combate por decisión unánime.
Magny se enfrentó a Anthony Rocco Martin en UFC 250 el 6 de junio de 2020. Ganó el combate por decisión unánime.
Magny se enfrentó a Robbie Lawler en el evento UFC Fight Night: Smith vs Rakić el 29 de agosto de 2020. Ganó el combate por decisión unánime.
Magny se enfrentóa a Michael Chiesa en el evento UFC on ESPN: Chiesa vs. Magny. Perdió el combate por decisión unánime.
Magny se enfrentó a Geoff Neal en el evento UFC on ESPN: Rodriguez vs. Waterson. Ganó el combate por decisión unánime.
El 26 de marzo de 2022, Magny se enfrentó a Max Griffin en el evento UFC Fight Night: Blaydes vs. Daukaus. Ganó el combate por decisión dividida con los puntajes (29-28, 28-29, 29-28) a su favor.

## Campeonatos y logros
- Ultimate Fighting Championship
  - Empatado con Roger Huerta y Kevin Holland por más victorias en un año natural en la UFC (5).
  - Pelea de la Noche (una vez)
  - Actuación de la Noche (tres veces)

## Récord en artes marciales mixtas
| Resultado | Récord | Oponente             | Método                        | Evento                                                          | Fecha                   | Ronda | Tiempo | Localización            | Notas                                                         |
| Derrota   | 29-13  | Carlos Prates        | KO(Puñetazo)                  | UFC Fight Night: Magny vs. Prates                               | 9 de noviembre de 2024  |       |        |                         |                                                               |
| --------- | ------ | -------------------- | ----------------------------- | --------------------------------------------------------------- | ----------------------- | ----- | ------ | ----------------------- | ------------------------------------------------------------- |
| Derrota   | 29-12  | Michael Morales      | KO (Puñetazos)                | UFC on ESPN: Cannonier vs. Borralho                             | 24 de agosto de 2024    | 1     | 4:39   | Las Vegas, Nevada       |                                                               |
| Victoria  | 29-11  | Mike Malott          | TKO (golpes)                  | UFC 297                                                         | 20 de enero de 2024     | 3     | 4:45   | Toronto, Ontario        |                                                               |
| Derrota   | 28-11  | Ian Garry            | Decisión (Unánime)            | UFC 292                                                         | 19 de agosto de 2023    | 3     | 5:00   | Boston, Massachusetts   |                                                               |
| Victoria  | 28-10  | Philip Rowe          | Decisión (Dividida)           | UFC on ABC: Emmett vs. Topuria                                  | 24 de junio de 2023     | 3     | 5:00   | Jacksonville, Florida,  |                                                               |
| Derrota   | 27-10  | Gilbert Burns        | Sumision (arm-triangle choke) | UFC 283                                                         | 21 de enero de 2023     | 1     | 4:15   | Río De Janeiro          |                                                               |
| Victoria  | 27-9   | Daniel Rodriguez     | Sumisión (D´Arce Choke)       | UFC Fight Night: Rodriguez vs Lemos                             | 9 de noviembre de 2022  | 3     | 3:32   | Las Vegas, Nevada       | Actuación de la Noche.                                        |
| Derrota   | 26-9   | Shavkat Rakhmonov    | Sumisión (guillotina)         | UFC on ESPN: Tsarukyan vs. Gamrot                               | 25 de junio de 2022     | 2     | 4:58   | Las Vegas, Nevada       |                                                               |
| Victoria  | 26-8   | Max Griffin          | Decisión (dividida)           | UFC Fight Night: Blaydes vs. Daukaus                            | 26 de marzo de 2022     | 3     | 5:00   | Columbus, Ohio          |                                                               |
| Victoria  | 25–8   | Geoff Neal           | Decisión (unánime)            | UFC on ESPN: Rodriguez vs. Waterson                             | 8 de mayo de 2021       | 3     | 5:00   | Las Vegas, Nevada       |                                                               |
| Derrota   | 24–8   | Michael Chiesa       | Decisión (unánime)            | UFC on ESPN: Chiesa vs. Magny                                   | 20 de enero de 2021     | 5     | 5:00   | Abu Dhabi               |                                                               |
| Victoria  | 24–7   | Robbie Lawler        | Decisión (unánime)            | UFC Fight Night: Smith vs Rakić                                 | 29 de agosto de 2020    | 3     | 5:00   | Las Vegas, Nevada       |                                                               |
| Victoria  | 23–7   | Anthony Rocco Martin | Decisión (unánime)            | UFC 250                                                         | 6 de junio de 2020      | 3     | 5:00   | Las Vegas, Nevada       |                                                               |
| Victoria  | 22–7   | Li Jingliang         | Decisión (unánime)            | UFC 248                                                         | 7 de marzo de 2020      | 3     | 5:00   | Las Vegas, Nevada       |                                                               |
| Derrota   | 21–7   | Santiago Ponzinibbio | KO (golpe)                    | UFC Fight Night: Magny vs. Ponzinibbio                          | 17 de noviembre de 2018 | 4     | 2:36   | Buenos Aires            |                                                               |
| Victoria  | 21–6   | Craig White          | KO (rodillazos y golpes)      | UFC Fight Night: Thompson vs. Till                              | 27 de mayo de 2018      | 1     | 4:32   | Liverpool               |                                                               |
| Victoria  | 20–6   | Carlos Condit        | Decisión (unánime)            | UFC 219                                                         | 30 de diciembre de 2017 | 3     | 5:00   | Las Vegas, Nevada       |                                                               |
| Derrota   | 19–6   | Rafael dos Anjos     | Sumisión (arm-triangle choke) | UFC 215                                                         | 9 de septiembre de 2017 | 1     | 3:43   | Edmonton, Alberta       |                                                               |
| Victoria  | 19–5   | Johny Hendricks      | Decisión (unánime)            | UFC 207                                                         | 30 de diciembre de 2016 | 3     | 5:00   | Las Vegas, Nevada       |                                                               |
| Derrota   | 18–5   | Lorenz Larkin        | TKO (codazos)                 | UFC 202                                                         | 20 de agosto de 2016    | 1     | 4:08   | Las Vegas, Nevada       |                                                               |
| Victoria  | 18–4   | Hector Lombard       | TKO (golpes)                  | UFC Fight Night: Hunt vs. Mir                                   | 20 de marzo de 2016     | 3     | 0:46   | Brisbane                | Actuación de la Noche.                                        |
| Victoria  | 17–4   | Kelvin Gastelum      | Decisión (dividida)           | The Ultimate Fighter Latin America 2 Finale: Magny vs. Gastelum | 21 de noviembre de 2015 | 5     | 5:00   | Monterrey               | Pelea de la Noche.                                            |
| Victoria  | 16–4   | Erick Silva          | Decisión (dividida)           | UFC Fight Night: Holloway vs. Oliveira                          | 23 de agosto de 2015    | 3     | 5:00   | Saskatoon, Saskatchewan |                                                               |
| Derrota   | 15–4   | Demian Maia          | Sumisión (rear-naked choke)   | UFC 190                                                         | 1 de agosto de 2015     | 2     | 2:52   | Río de Janeiro          |                                                               |
| Victoria  | 15–3   | Hyun Gyu Lim         | TKO (golpes)                  | UFC Fight Night: Edgar vs. Faber                                | 16 de mayo de 2015      | 2     | 1:24   | Pasay                   | Actuación de la Noche.                                        |
| Victoria  | 14–3   | Kiichi Kunimoto      | Sumisión (rear-naked choke)   | UFC Fight Night: Henderson vs. Thatch                           | 14 de febrero de 2015   | 3     | 1:22   | Broomfield, Colorado    | Actuación de la Noche.                                        |
| Victoria  | 13–3   | William Macário      | TKO (golpes)                  | UFC 179                                                         | 25 de octubre de 2014   | 3     | 2:40   | Río de Janeiro          | Empata el récord de más victorias en un mismo año en UFC (5). |
| Victoria  | 12–3   | Alex Garcia          | Decisión (unánime)            | UFC Fight Night: Henderson vs. dos Anjos                        | 23 de agosto de 2014    | 3     | 5:00   | Tulsa, Oklahoma         |                                                               |
| Victoria  | 11–3   | Rodrigo de Lima      | KO (golpes)                   | UFC Fight Night: Te Huna vs. Marquardt                          | 28 de junio de 2014     | 2     | 2:32   | Auckland                |                                                               |
| Victoria  | 10–3   | Tim Means            | Decisión (unánime)            | UFC Fight Night: Brown vs. Silva                                | 10 de mayo de 2014      | 3     | 5:00   | Cincinnati, Ohio        |                                                               |
| Victoria  | 9–3    | Gasan Umalatov       | Decisión (unánime)            | UFC 169                                                         | 1 de febrero de 2014    | 3     | 5:00   | Newark, New Jersey      |                                                               |
| Derrota   | 8–3    | Seth Baczynski       | Decisión (unánime)            | UFC: Fight for the Troops 3                                     | 6 de noviembre de 2013  | 3     | 5:00   | Fort Campbell, Kentucky |                                                               |
| Derrota   | 8–2    | Sérgio Moraes        | Sumisión (triangle choke)     | UFC 163                                                         | 3 de agosto de 2013     | 1     | 3:13   | Río de Janeiro          |                                                               |
| Victoria  | 8–1    | Jon Manley           | Decisión (unánime)            | UFC 157                                                         | 23 de febrero de 2013   | 3     | 5:00   | Anaheim, California     |                                                               |
| Victoria  | 7–1    | Daniel Sandmann      | Decisión (unánime)            | Hoosier Fight Club 10                                           | 11 de febrero de 2012   | 3     | 5:00   | Valparaiso, Indiana     |                                                               |
| Derrota   | 6–1    | Andrew Trace         | Sumisión (guillotine choke)   | Combat USA 30                                                   | 21 de julio de 2011     | 1     | 3:10   | Oshkosh, Wisconsin      |                                                               |
| Victoria  | 6–0    | Quartus Stitt        | Sumisión (triangle choke)     | Combat USA 27                                                   | 14 de mayo de 2011      | 2     | 0:38   | Racine, Wisconsin       |                                                               |
| Victoria  | 5–0    | Kevin Nowaczyk       | Decisión (unánime)            | Hoosier Fight Club 7                                            | 9 de abril de 2011      | 3     | 5:00   | Valparaiso, Indiana     |                                                               |
| Victoria  | 4–0    | Darion Terry         | TKO (golpes)                  | Rumble Time Promotions 7                                        | 19 de noviembre de 2010 | 3     | 2:13   | St. Charles, Misuri     |                                                               |
| Victoria  | 3–0    | Lawrence Dunning     | TKO (golpes)                  | Cut Throat MMA 1                                                | 6 de noviembre de 2010  | 2     | 3:09   | Hammond, Indiana        |                                                               |
| Victoria  | 2–0    | Nate Pratt           | Decisión (unánime)            | C3 Fights 6                                                     | 22 de octubre de 2010   | 3     | 5:00   | Newkirk, Oklahoma       |                                                               |
| Victoria  | 1–0    | Nolan Norwood        | Sumisión (kimura)             | C3 Fights 5                                                     | 7 de agosto de 2010     | 2     | 2:44   | Newkirk, Oklahoma       |                                                               |